# Boritia
Boritia («тварина з Ла-Борі») — викопний рід плацентарних ссавців з викопної родини Hyaenodontidae, що жив у Франції в епоху раннього еоцену (іпрський етап). Наразі це монотипний рід, який містить єдиний вид — B. duffaudi.